# Кларк (окръг, Южна Дакота)
Вижте пояснителната страница за други населени места с името Кларк.
Окръг Кларк (на английски: Clark County) е окръг в щата Южна Дакота, Съединени американски щати. Площта му е 2507 km², а населението - 3668 души (2017). Административен център е град Кларк.